# Trình Bỉnh
Trình Bỉnh (tiếng Trung: 程秉; bính âm: Cheng Bing), tự Đức Xu (德樞), là quan viên Đông Ngô thời Tam Quốc trong lịch sử Trung Quốc.

## Cuộc đời
Trình Bỉnh quê ở huyện Nam Đốn, quận Nhữ Nam. Thời trẻ theo học kinh học gia Trịnh Huyền, sau vì né tranh chiến loạn nên tị nạn ở Giao Châu. Tại đây, Trình Bỉnh theo học kinh học gia Lưu Hi, cùng Lưu Hi nghiên cứu huấn hỗ học, giải nghĩa văn tự trong Ngũ kinh, được thái thú Giao Chỉ Sĩ Nhiếp tịch làm Trưởng sử.
Tôn Quyền nắm quyền, biết được thanh danh của Trình Bỉnh, lấy lễ mời chào. Năm 220, Tôn Đăng được lập làm thái tử. Trình Bỉnh đến Giang Đông, được bổ nhiệm làm Thái tử thái phó.
Năm 225, thái tử Tôn Đăng nghênh cưới con gái Chu Du. Trình Bỉnh khi đó giữ chức Thái thường, được Tôn Quyền lễ độ, tự mình lên thuyền Bỉnh. Trình Bình sau đó lại dạy thái sử sau hôn lễ phải duy trì lễ pháp Nho giáo:
| “ | Hôn nhân là khởi đầu của nhân luân, là cơ sở của vương giáo, cho nên các bậc thánh vương đều coi trọng điều này, cho nên trước hết tự mình tuân thủ lễ nghi, để thiên hạ noi theo. Xưa, Thi theo Chu nam, lấy Quan thư làm bài đầu tiên. Mong thái tử sau khi vào khuê phòng vẫn tuân theo lễ giáo, giống như lời vịnh trong Chu nam, như thế phong hóa mới thịnh hành ở thượng tầng, hạ tầng dân chúng cũng tán tụng. | ” |

Tôn Đăng cười mà trả lời: Ta sẽ làm điều tốt, tránh điều xấu, theo như lời quân vậy.
Trình Bỉnh sau đó chết bệnh khi đương chức.

## Tác phẩm
Trình Bỉnh để lại các tác phẩm Chu dịch trích, Thượng thư bác, Luận ngữ bật, hơn ba vạn chữ.

## Nhận xét
Trần Thọ đánh giá: Nghiêm, Trình, Khám sinh, một đời nho lâm vậy.

## Trong văn hóa
Trong tiểu thuyết Tam Quốc diễn nghĩa của La Quán Trung, Trình Bỉnh xuất hiện ở hồi 38, cùng Khám Trạch, Nghiêm Tuấn, Tiết Tống, Chu Hoàn, Lục Tích, Trương Ôn, Lạc Thống, Ngô Xán, Lã Mông, Lục Tốn, Từ Thịnh, Phan Chương, Đinh Phụng đến đầu Tôn Quyền sau khi Tôn Sách chết.
Trước trận Xích Bích, Gia Cát Lượng khẩu chiến đàn nho, Trình Bỉnh nói Gia Cát: Ông chỉ được việc nói khoác là giỏi, vị tất đã có thực học, tôi chỉ sợ bọn nhà nho cười cho thôi. Bị Gia Cát Lượng phản bác: Nho cũng có nho quân tử, cũng có nho tiểu nhân. Nho quân tử thì trung vua yêu nước, giữ chính ghét tà, chuyên làm những điều ích lợi chung, tiếng để đời sau. Còn như loại tiểu nhân thì chỉ gọt dũa văn chương, miệt mài nghiên bút; còn trẻ làm phú đầu bạc đọc kinh, dưới bút dẫu có nghìn lời, trong bụng không được một mẹo. Xem như Dương Hùng văn chương có tiếng một đời, mà phải hạ mình đi thờ Vương Mãng rồi cũng đâm đầu xuống lầu mà chết. Thế gọi là nho tiểu nhân, dẫu ngày làm hàng vạn câu thơ, cũng có ích gì đâu! Trình Bỉnh ứ cổ không trả lời được.
Khi Tôn-Lưu quyết chiến ở Di Lăng, Tôn Quyền ban đầu yếu thế, nghe theo ý kiến Bộ Chất, sai Trình Bỉnh đi sứ, đem thủ cấp của Trương Phi cùng Phạm Cương, Trương Đạt trao trả cho Lưu Bị đều cầu hòa. Sau khi tế Trương Phi, Lưu Bị vẫn quyết tâm trả thù, muốn chém sứ giả để tuyệt tình. Các quan cố ngăn, Trình Bỉnh sợ hãi chạy về.